# Adristas
Adristas (altgriechisch Ἀδρίστας Adrístas) ist ein arkadischer Heros der griechischen Mythologie.
Adristas wird nur bei Pausanias erwähnt, er ist derjenige, der Arkas die Kunst des Webens und des Spinnens lehrte. Sein Name ist möglicherweise von altgriechischen Wort Ἀτρίξεσθαι Atríxesthai abzuleiten, das als Weber zu deuten ist. Demnach ist Adristas als Kulturheros beziehungsweise als eponymer Heros eines Handwerks zu sehen, der seinen Namen wie viele Erfinder oder Übermittler einer Kulturtechnik in der griechischen Mythologie nach der verrichteten Tätigkeit erhielt.

## Nachweise
1. ↑  Pausanias 8,4,1
2. ↑  Hesychios von Alexandria s. v. Ἀτρίξεται